# Baumann Brigadier
Die Baumann Brigadier war der Prototyp eines leichten Transportflugzeugs des US-amerikanischen Flugzeugherstellers Baumann Aircraft Corporation. Einer der Prototypen wurde einschließlich der Konstruktionspläne an die Piper Aircraft Corporation verkauft, die ihn unter der Bezeichnung PA-21 weiterentwickeln wollte.

## Entwicklung und Konstruktion
Im Jahr 1945 gründete Jack Baumann, der zuvor für die Taylor Aircraft Company (die spätere Piper Aircraft Corporation) und für Lockheed gearbeitet hatte, in Pacoima, einem Stadtteil von Los Angeles, die Baumann Aircraft Corporation. Seine erste Konstruktion für das neue Unternehmen war die B-250 Brigadier, ein zweimotoriger Eindecker in Pusher-Konfiguration. Die B-250 war ein freitragender Schulterdecker in Ganzmetallbauweise. Die Triebwerke waren in Triebwerksgondeln an den Tragflächen angebracht und das Flugzeug war mit einem einziehbaren Bugradfahrwerk versehen. Die geschlossene Kabine bot Platz für den Piloten und vier Passagiere.
Der erste Prototyp wurde von zwei Continental-Triebwerken mit jeweils 125 PS (92 kW) angetrieben und absolvierte seinen Erstflug am 20. Juni 1947.
Piper Aircraft hatte zu dieser Zeit kein zweimotoriges Flugzeug anzubieten, wollte diese Lücke im Typen-Programm jedoch schließen. Zu diesem Zweck wurden drei Flugzeugtypen erwogen, von denen die ersten zwei bereits in Prototypform flogen:
- Die L.3805 der Aero Design and Engineering Company, die später als Aero Commander 520 in Serie ging,
- die Baumann 250 (Brigadier),
- eine zweimotorige Weiterentwicklung der eigenen Piper PA-6 Sky Sedan.

Nachdem die L.3805 aus Kostengründen ausgeschlossen worden war, wurde einerseits eine PA-6 mit zunächst einem einzelnen, stärkeren Motor von Continental mit 185 PS ausgerüstet und im Juli 1949 erstmals geflogen. Andererseits zeigte Piper Aircraft Interesse am Bau einer Tractor-Version der Brigadier, kaufte ebenfalls im Juli 1949 den Prototyp, die zugehörigen Konstruktionsunterlagen und Rechte und versah ihn am 30. August 1949 mit der Bezeichnung Piper PA-21. Vertragsbestandteil war eine Vereinbarung, nach der Baumann keine Version mit Zugpropellern bauen würde und Piper keine Weiterentwicklung mit Schubpropellern. Anfang 1950 waren die Kosten aus dem Ruder gelaufen und weiterer voraussichtlicher Geldbedarf überstieg die Planungszahlen bei weitem. Als Alternative wurde eine Version der Piper PA-20 Pacer geplant, jedoch als veraltet verworfen. Daher wurde das Projekt PA-21 eingestellt und stattdessen die brandneue Piper PA-23 Apache unabhängig von der Baumann 250 entwickelt. Eine einzelne Quelle behauptet stattdessen, die B-250 sei die Grundlage der Entwicklung der PA-23 Apache gewesen. Der Prototyp der PA-21 (Luftfahrzeugkennzeichen N30025) wurde im Jahr 1952 verkauft.
Baumann setzte die Entwicklung der Pusher-Version mit einem zweiten Exemplar, der B-290, fort, die mit zwei Continental-C-145-Motoren mit jeweils 145 PS (107 kW) ausgerüstet war. Die restliche Konstruktion blieb unverändert. Die B-290 stürzte am 8. Januar 1953 bei Pacoima ab, wobei sie schwer beschädigt und der Pilot Ward C. Vettel sowie der Flugingenieur Thomas Cox verletzt wurden.
Baumann plante den Bau von einer Einheit der B-290 pro Monat. Außerdem wählte Willard Ray Custer die Brigadier als Basis für die Custer CCW-5, für die er Rumpf und Leitwerk verwendete, die Tragflächen jedoch modifizierte. Obwohl Baumann weitere, leistungsfähigere Versionen der Brigadier entwickelte, wurden außer zwei Exemplaren der CCW-5 keine weiteren Flugzeuge auf Basis der B-290 gebaut.

## Versionen
B-250 Brigadier
Erster Prototyp, angetrieben von zwei Motoren mit einer Nennleistung von je 125 PS (92 kW).
B-290 Brigadier
Zweiter Prototyp mit einer Triebwerksleistung von zweimal 145 PS (107 kW).
B-360 Brigadier
Geplante Version mit zwei Motoren von Lycoming mit je 180 PS (132 kW).
B-480 Super Brigadier
Geplante, größere Version mit zwei Continental-O-470-Motoren mit je 240 PS (177 kW).
Piper PA-21
Version in Tractor-Konfiguration, nicht umgesetzt.

## Technische Daten (B-290)
| Kenngröße             | Daten                                         |
| --------------------- | --------------------------------------------- |
| Besatzung             | 1                                             |
| Passagiere            | 4                                             |
| Länge                 | 27,42 ft (8,36 m)                             |
| Spannweite            | 41 ft (12,5 m)                                |
| Höhe                  | 10,2 ft (3,11 m)                              |
| Flügelfläche          | 207 ft² (19,2 m²)                             |
| Flügelstreckung       | 8,1                                           |
| Leermasse             | 2.200 lb (998 kg)                             |
| max. Startmasse       | 3.500 lb (1.588 kg)                           |
| Reisegeschwindigkeit  | 143 kn (265 km/h)                             |
| Höchstgeschwindigkeit | 170 kn (315 km/h)                             |
| Dienstgipfelhöhe      | 18.000 ft (5.486 m)                           |
| Reichweite            | 650 NM (1.204 km)                             |
| Triebwerke            | 2 × Continental C145-H mit je 145 PS (107 kW) |